# Агротехника (Карлово)
Вижте пояснителната страница за други значения на Болгар.
„Агротехника“ АД е производствено акционерно дружество със седалище в Карлово, област Пловдив. Известно е с неговото производство на трактори и особено със своята търговска марка „Болгар“.
През 2009 година предприятието изпада в неплатежоспособност, а през 2011 година е обявено в несъстоятелност.

## История
Самолети
Предприятието е създадено през 1939 г. под името Главни самолетно-ремонтни работилници за ремонт на самолети и друга военна техника. След войната продължава да ремонтира военна техника.
Нови продукти
Заводът започва производство на двигатели, помпи, водомери и други изделия от 1947 г. Новото му име е Завод 15.
Трактори
През 1949 година под името Карловски тракторен завод произвежда първия български колесен трактор „Мофак-2“. През 1958 година заводът усвоява производството на малогабаритен верижен трактор „Болгар ТЛ-30“, снабден с 3-цилиндров дизелов двигател. От 1961 година започва да се произвеждат модернизираните трактори с търговската марка „Болгар“. Тогава започва серийно производство на лозарския верижен трактор „Болгар ТЛ-30“ и „Болгар ТЛ-30А“. От 1967 г. се произвеждат верижните трактори „Болгар ТЛ-45“ и „Болгар ТЛ-45У“, като започва усвояването на колесните трактори „Болгар ТК-80“. През 2001 г. е усвоен и патентно защитен нов дизайн на тракторите „Болгар ТК-80“ и „Болгар ТК-82“.
През 2003 г. „Болгар ТК 82“ е удостоен със златен медал на Международния технически панаир в Пловдив.
Мотоблок
През 1989 г. е разработен и пуснат в производство мотоблок „Болгар МБ-5“, който бързо се налага на българския пазар.

## Трактори
- Универсален трактор „Болгар ТК-80“
- Универсален трактор „Болгар ТК-82“
- Лозарски трактор „Болгар ТК-80Л“